# Proteïna MuSK
La proteïna MuSK (en anglès significa “Muscle-Specific Kinase”) és un receptor de tirosina cinasa que té un paper central en la formació i el manteniment de la unió neuromuscular (NMJ), la sinapsi entre la neurona motora i el múscul esquelètic.

## Funció
L'expressió de MuSK s'activa durant la diferenciació del múscul esquelètic. Aleshores, MuSK només es troba a la membrana postsinàptica de la unió neuromuscular, concretament, a les zones de la membrana plasmàtica de les cèl·lules musculars riques en receptors d'acetilcolina (AChR), on té la funció d'agrupar aquests receptors. L'expressió, l'activació i la rotació de MuSK estan regulades per senyals de la regió terminal de l'axó. MuSK forma el nucli d'un complex de senyalització que és activat per l'agrina neuronal (N-agrin), un proteoglicà de sulfat d'heparina secretat per la regió terminal de l'axó. L'activació de MuSK inicia processos complexos de senyalització intracel·lular que coordinen la síntesi i el muntatge de proteïnes sinàptiques.

### Implicació de la proteïna MuSK en la formació de sinapsis
La formació de la sinapsi neuromuscular és un procés que implica diversos passos i que requereix interaccions de senyalització entre les neurones i les fibres musculars. Per tal que aquesta tingui lloc, l'extrem de l'axó de la neurona es diferencia en un terminal nerviós que conté vesícules sinàptiques plenes del neurotransmissor acetilcolina (ACh) i a la membrana plasmàtica de la cèl·lula muscular s'agrupen els receptors d'acetilcolina. Una escletxa sinàptica separa la membrana plasmàtica de la pre- i post sinapsi i en aquest espai s’hi troba una làmina basal.
La formació de la sinapsi implica una comunicació bidireccional entre la cèl·lula muscular i l'extrem de l'axó. Això implica que a cada banda de la sinapsi s’han de reorganitzar les molècules per tal que l'acetilcolina de l'axó passi a la cèl·lula muscular i així es transmeti la informació.

A l'inici del procés, l'axó allibera l'agrina, una proteïna senyal, que es dirigeix cap al seu receptor, el LRP4, localitzat a la cèl·lula muscular. A mesura que s'acosta l'extrem de l’axó a la cèl·lula muscular, aquest reconeix LRP4, que estimula la diferenciació de les estructures presinàptiques a la cèl·lula nerviosa. La unió de l'agrina a LRP4 estimula l'associació a membrana plasmàtica de les cèl·lules musculars de LRP4 amb MuSK, el correceptor de l'agrina, i alhora, es produeix l'activació d'aquesta última. Aquesta activació promou una agrupació centrada dels receptors d'acetilcolina a la membrana de la cèl·lula muscular i, a més a més, serveix per atraure més l'extrem de l'axó de la neurona. Mitjançant la senyalització recíproca de LRP4 del múscul a l'axó, i de l’agrina de l'axó al múscul, s'indueix la diferenciació coordinada i localitzada de les estructures pre- i post sinàptiques.

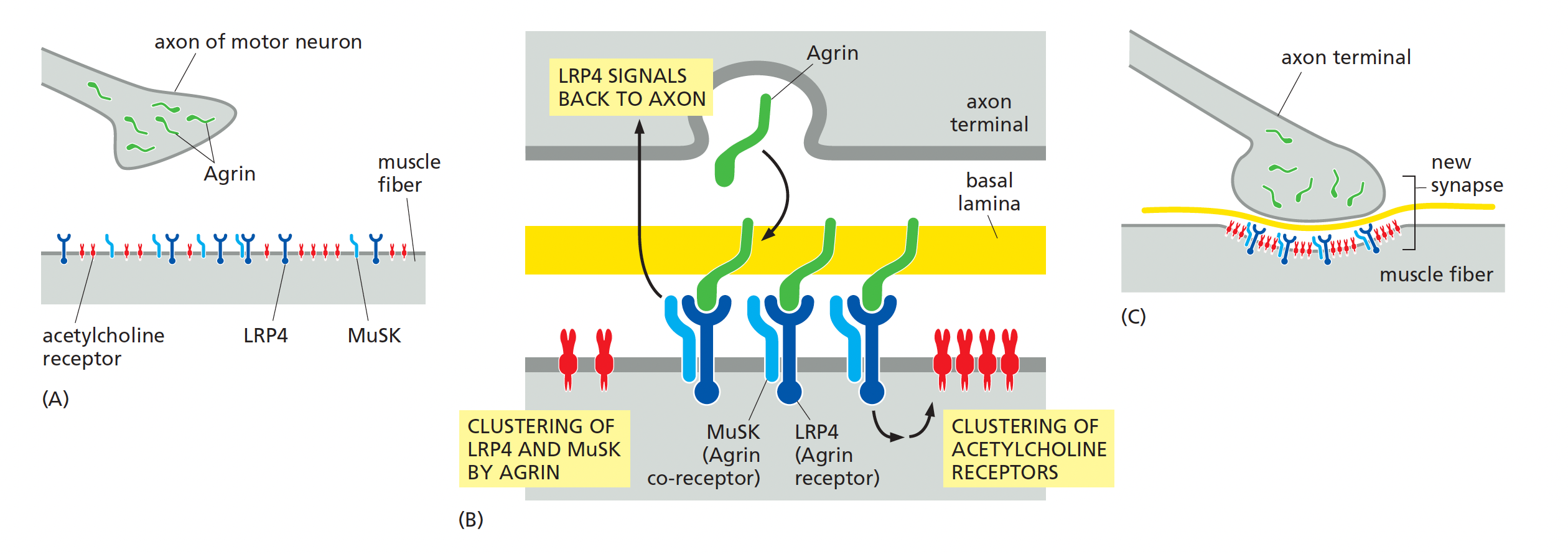
Senyalització recíproca durant la diferenciació de la sinapsi neuromuscular. A) LRP4 (receptor d'agrina) i MuSK (correceptor d'agrina) s'agrupen a la membrana de la cèl·lula muscular. B) Diferenciació de les estructures presinàptiques. L'agrina s'allibera a l'extrem de l'axó i s'uneix al receptor LRP4 i a MuSK. C) Estructura final de la sinapsi neurosmuscular.

La fosforilació de tirosines a la regió juxtamembrana de MuSK estimula el reclutament i la fosforilació de tirosina de Dok-7, una proteïna adaptadora que estimula l’activitat de MuSK i que recluta la proteïna adaptadora Crk/Crk-L. Crk/Crk-L és essencial per activar una via dependent de Rac/Rho- i Rapsyn responsable d’agrupar AChR davant dels extrems de l'axó. Aquesta via implica diverses proteïnes citoesquelètiques com l'actina i la miosina. La via per a la transcripció específica de la sinapsi implica l'activació de la cinasa JNK, de la família dels factors de transcripció ETS, que estimula l'expressió de múltiples gens que codifiquen per proteïnes sinàptiques com els receptors d'acetilcolina, MuSK, LRP4 i acetilcolinesterasa (AChE).
L'eliminació de MuSK inhibeix la comunicació bidireccional entre l'axó i la cèl·lula muscular, mentre que la seva sobreexpressió en cèl·lules musculars indueix el creixement de la neurona a tot el múscul i la formació en excés de sinapsis.

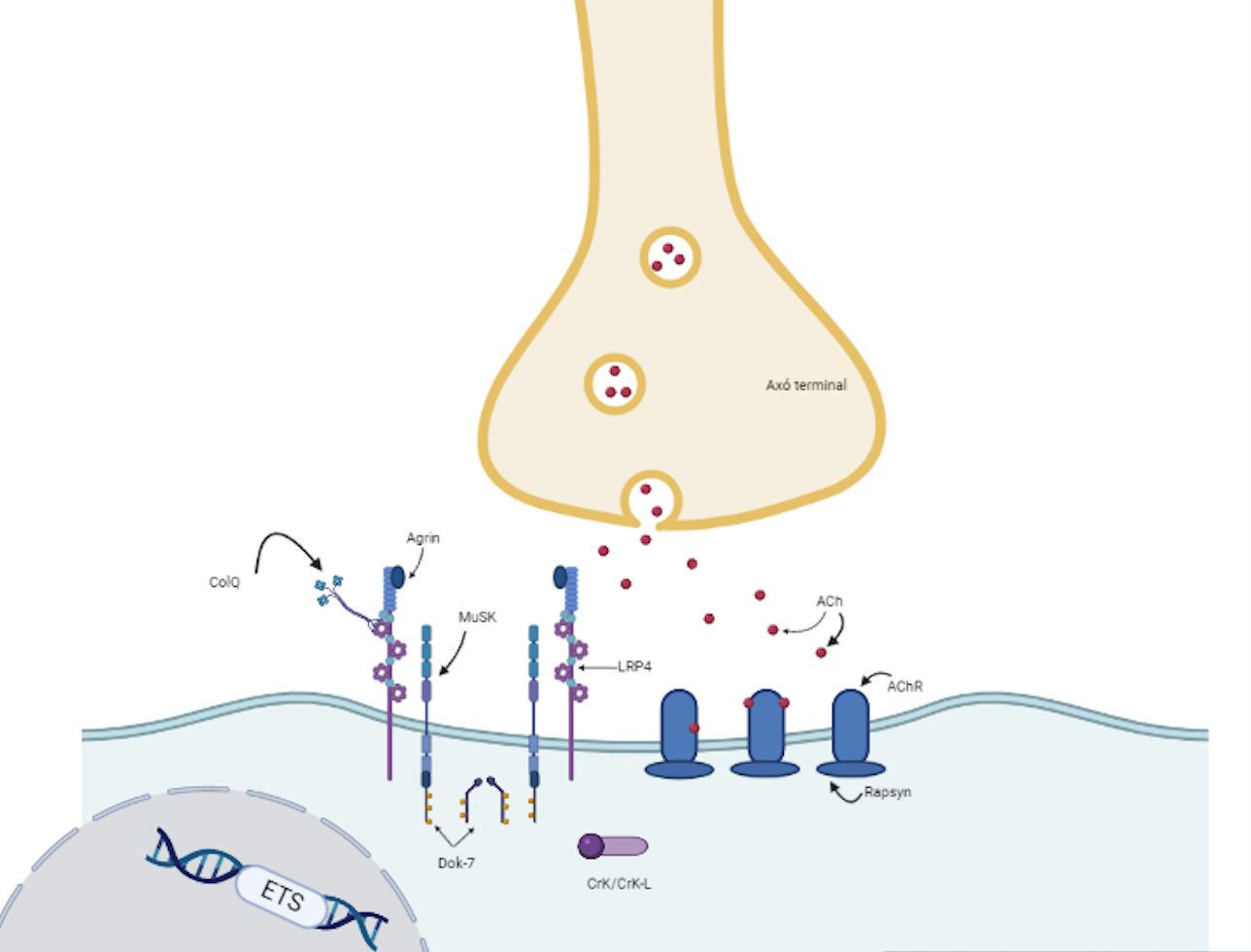
Formació de la unió neuromuscular. S'observen quines són les proteïnes implicades en el procés i la relació que tenen amb la proteïna MuSK. Col Q: Col·lagen Q.

## Estructura i dominis de la proteïna
MuSK és una glicoproteïna transmembrana d'un sol pas, de tipus I, i pesa aproximadament 120 kDa en mamífers, incloent-hi la glicosilació.
Té 3 regions: extracel·lular, una transmembrana i una citoplasmàtica.

### Regió extracel·lular
La regió extracel·lular, també anomenada ectodomini, consta de quatre dominis semblants a les immunoglobulines (Ig1-4) i un domini ric en cisteïna (CRD) amb seqüències i similituds estructurals amb el CRD de les proteïnes Frizzled. En determinades espècies com peixos, amfibis i ocells, el CRD és seguit per un domini Kringle (tres ponts disulfur).
- Pel que fa a l'estructura, els tres primers dominis semblants a Ig (Ig-1, Ig-2, i Ig-3) tenen una disposició lineal, de manera que l’última cadena β d'Ig-1 condueix directament a la primera cadena β d'Ig-2 i l'última d'Ig-2 condueix a la primera d'Ig-3.
- Pel que fa a la funció, el primer domini semblant a una Ig (Ig-1) es necessita per a la resposta a l'agrina, mentre que el quart domini semblant a Ig (Ig-4) i les seqüències adjacents són necessaris per a la interacció rapsyn-RATL.

### Regió transmembrana
La regió transmembrana està formada per una sola hèlix transmembrana de 20 aminoàcids que connecta l'ectodomini amb la regió citoplasmàtica, que conté el domini de la tirosina-cinasa.

### Regió citoplasmàtica o citosòlica
La regió citoplasmàtica o citosòlica es divideix en tres dominis: el domini juxtamembrana, el domini de la tirosina-cinasa i el carboxi-terminal. L'especificitat dels senyals intracel·lulars és causada per la mida i el contingut dels dominis juxta i C-terminal.
El domini juxtamembrana citoplasmàtic de MuSK està compost per 40 residus i enllaça l'hèlix transmembrana amb el domini de la tirosina-cinasa. Dins d'aquest domini es troba la Tyr553. La seva autofosforilació (transferència d'un grup fosfat d'una molècula d'ATP a la tirosina) és essencial per a l'activació de MuSK. La Tyr553 resideix en un motiu de seqüència NPXY (on X és qualsevol aminoàcid) que, quan es fosforila, recluta Dok7, una proteïna adaptadora que conté dominis d'homologia pleckstrin (PH) i fosfotirosina (a la regió citoplasmàtica hi ha un lloc de reconeixement per al domini d'unió de fosfotirosina, PTB). A més, durant l'activació del receptor, el domini de la tirosina-cinasa de MuSK experimenta l'autofosforilació de tres residus de tirosina (Tyr750, Tyr754 i Tyr755) al cicle d'activació.
En fosforilar múltiples residus de tirosina, s'activen vies de transducció de senyals.

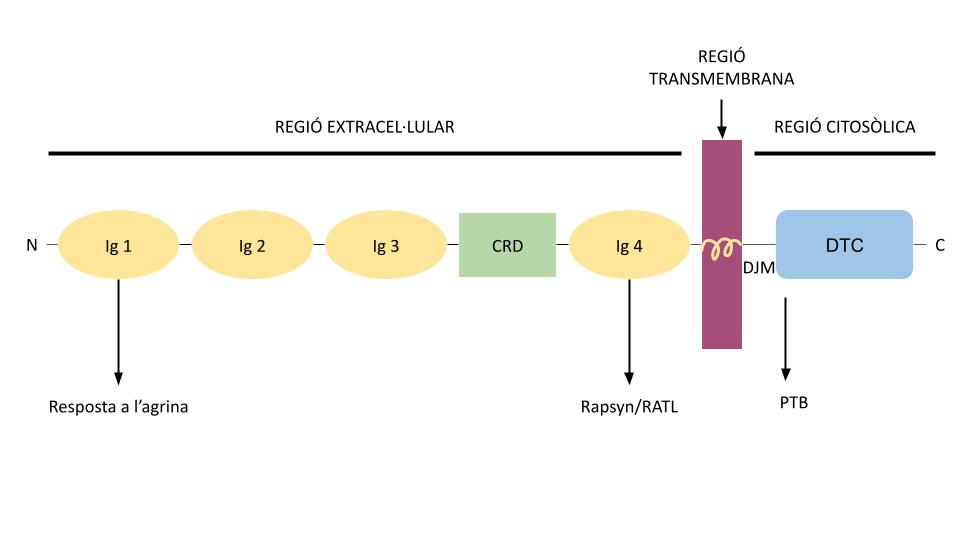
Esquema de les regions i dominis de l'estructura de MuSK. CRD: en anglès "Cisteïna Rich Domain", en català Domini Ric en Cisteïna
DJM: Domini Juxtamembrana
PTB: en anglès "Binding Phosphotyrosine", en català Domini d'unió de fosfotirosina
DTC: Domini de Tirosina-cinasa.

## Implicació de MuSK en malalties neuromusculars

### Miastènia Gravis
La miastènia gravis (MG) és una malaltia causada per autoanticossos dirigits a proteïnes de la unió neuromuscular. En la majoria de pacients (∼85%) es detecten anticossos contra el receptor muscular de l'acetilcolina (AChR), mentre que en la minoria, es detecten anticossos contra la cinasa específica del múscul (MuSK) i anticossos contra LRP4.
Centrant-nos en la MG causada per anticossos contra MuSK, aquests es detecten en un 6% de tots els pacients amb MG, o el 40% entre els pacients negatius amb anticossos AChR.
Aquesta ràtio varia entre països, amb una prevalença més baixa al nord d'Europa i més alta cap a la zona del Mediterrani, probablement a causa de diferències geogràfiques i genètiques. A les poblacions japoneses, MuSK-MG sembla ser menys comú amb una prevalença global del 2-3%.
La unió d'autoanticossos provoca una transmissió neuromuscular deteriorada, ja sigui per dany de la membrana muscular postsinàptica o per alteració de la seva organització normal.
Els anticossos MuSK s'uneixen a les regions semblants a les Ig del domini extracel·lular de MuSK. Són monovalents i no activen el complement.
La seva patogenicitat deriva de la inhibició d’interaccions entre MuSK i col·lagen Q o LRP4 mitjançant la unió al primer domini semblant a Ig de MuSK i reducció posterior de l'agrupament d'AChR induït per l'agrina.

#### Detecció de la malaltia
Una de les proves que més s’utilitzen per a la detecció d’anticossos MuSK en pacients amb miastènia gravis, és la RIPA usant MuSK marcat amb 125I.
Una prova alternativa que s’utilitza principalment per augmentar la sensibilitat de RIPA, és un mètode alternatiu de dos passos. En el primer pas els anticossos MuSK, que es poden trobar a concentracions molt baixes, es concentren a partir de grans volums de sèrum mitjançant cromatografia d'afinitat, mentre que en el segon pas, es fa la RIPA estàndard. Aquest enfocament permet l'ús de volums sèrics fins a 50 vegades més grans.
ELISA i FIPA són dos altres mètodes de detecció d’anticossos MuSK. Cal destacar que FIPA té una alta sensibilitat i es pot realitzar de manera que tant AChR com els anticossos de MuSK es mesuren simultàniament etiquetant cada antigen amb un colorant fluorescent diferent, per la qual cosa es pot reduir el cost i el temps del diagnòstic.

### Miastènia Congènita
La miastènia congènita és causada per mutacions en els gens que codifiquen proteïnes que són essencials per la formació o la funció de la sinapsi. Mutacions a ALG2, ALG14, GFPT1, GMPPB5 i DPAGT1 (MIM 614750) poden provocar casos de SMC (Síndrome de la Miastènia Congènita) amb debilitat de predomini proximal i amb escassa afectació facial i ocular.
Aquesta malaltia és menys comuna que miastènia gravis i té una prevalença d'1 en 500.000 a Europa. Les mutacions poden ser a diferents proteïnes: AChr, Rapsyn, Dork-7 o MuSK, però les de MuSK són les causes menys comunes per la miastènia congènita.